# Arhiduce
Arhiduce (în germană Erzherzog; în franceză archiduc; în engleză archduke; în latina medievală Archidux) a fost titlul conducătorului arhiducatului Austriei începând din 1453 până în 1918 - anul desființării dublei monarhii Austro-Ungaria. Titlul Arhiduce al Austriei a fost purtat începând din secolul al XVIII-lea și de descendenții feminini ai familiei Habsburg-Lorena.
Acest titlu nobiliar ereditar a fost purtat de toți împărații și regii romano-germani din Casa de Habsburg aleși începând din 1486, respectiv de cei din Casa de Habsburg-Lorena din 1780, ca și de toți împărații Austriei din 1804. Deoarece până în secolul al XVII-lea Legea succesiunii dinastice a Casei de Habsburg a avut ca urmare împărțirea moștenirii între fii și mai mulți prinți care au condus în paralel părți ale monarhiei habsburgice, toți conducătorii purtau titlul de arhiduce. După ce posibilitatea divizării a fost eliminată de Sancțiunea pragmatică, titlurile Arhiduce al Austriei și Arhiducesă a Austriei au fost titlurile nobiliare (din 1804 și „imperial”) purtate de toți prinții și prințesele Casei de Austria indiferent de exercitarea efectivă a guvernării Arhiducatului Austriei.

## Crearea titlului
Ducele Rudolf al IV-lea de Habsburg a creat acest titlu prin folosirea particulei arhi în denumirea Arhiduce palatin în documentul Privilegium maius din 1359.
Titlul de arhiduce are legătură cu titlurile principilor electori, cunoscuți și ca arhiprinți (arhiepiscopi; arhivistiernic, -mareșal etc.). Cei trei arhicancelari ai Sfântului Imperiu Roman erau din oficiu cei trei arhiepiscopi ai săi ca principi ecleziaști și electori, adică arhiepiscopii de Mainz (arhicancelarul pentru principatele germane), de Köln (arhicancelarul pentru Regatul Italiei) și de Trier (arhicancelarul pentru Regatul Burgundiei).
Bula de Aur emisă de Carol al IV-lea în 1356 a stabilit în scris care dintre principii imperiali erau electori adică cei care aveau dreptul de a alege regele romano-german, respectiv împăratul romano-german, și care primeau în consecință o serie de alte privilegii. Întrucât prin Bula de Aur Habsburgii nu primiseră privilegii, nefiind incluși în acest grup de principi electori, Rudolf al IV-lea de Habsburg a creat privilegii (false) pentru familia sa prin Privilegium maius între acestea numărându-se și titlul de „Arhiduce Palatin”. Astfel familia sa era de facto pe picior de egalitate cu principii electori. Noul titlu nu a fost recunoscut de împăratul Carol al IV-lea, socrul său. Din 1414 ducele Ernest I de Habsburg a început să folosească în înscrisurile sale titlul de „arhiduce”, care nu fusese încă oficial recunoscut.

## Utilizarea titlului
Titlul de arhiduce a constituit unul dintre pilonii fundamentali ai puterii dinastice a Habsburgilor, prin aceea că era menit să asigure posesiunile ereditare și pretențiile la putere legate inseparabil de familie în vremea în care ei erau regi ai Boemiei și ai Ungariei, precum și regi, respectiv împărați, romano-germani prin alegere sau confirmare oficială, fără a fi deținut înainte nici un titlu regal și nici o demnitate electorală ereditară (aceasta din urmă fiind legată de coroana Boemiei).
În 1453 de Bobotează împăratul romano-german Frederic al III-lea a recunoscut oficial valabilitatea acestui titlu, el însuși, fratele său și descendenții lor purtându-l neîntrerupt de atunci înainte. Titlul a vizat astfel dinastia Habsburgică în ansamblu. Ducatul Austriei a devenit astfel arhiducat, iar titlul a devenit o caracteristică a Casei de Habsburg, întrucât nu a existat și nu există un alt arhiducat în lume. Potrivit biografului Albrecht Konstantin Langmaier, care a interpretat documentul emis în 1453 nu sub aspect istoric, ci literal, scopul recunoașterii titlului de „Arhiduce” a fost acela de a priva supușii ținuturilor habsburgice de posibilitatea de a face apel la suveran în probleme juridice, ridicând familia de Habsburg la un nivel superior care avea importanța rangului de principe elector. Acesta reprezenta un avantaj juridic pentru Casa de Habsburg în cazul în care coroana regală ar fi fost transferată unei alte dinastii.
În scopul de a asigura aplicarea principiilor stabilite de Rudolf al IV-lea prin Legea dinastică rudolfină în 1364 (care însemna de fapt puterea comună și moștenirea reciprocă a tuturor Habsburgilor, indiferent de genitor, toți fiii familiei au purtat din ce în ce mai mult titlul de Arhiduce, care a devenit cu timpul un fel de titlu intern de prinț. Acest lucru s-a aplicat și liniei spaniole a familiei, care a pierdut moștenirea ca urmare a Războiului Succesiunii Spaniole.
După legea dinastică Pactum Mutuae successionis emisă de Carol al VI-lea în 1703, cunoscută sub numele de Pragmatica Sancțiune din 1713 care nu numai că a stabilit indivizibilitatea tuturor pământurilor ereditare habsburgice, dar a extins și succesiunea la fiice în absența fiilor (chiar și mai mici), toate femeile habsburgice purtau și titlu ereditar oficial de Arhiducesă și aveau dreptul de a domni – ceea ce s-a întâmplat o singură dată în 1740, când Maria Tereza, fiica lui Carol al VI-lea s-a suit pe tron având ca urmare Războiul de Succesiune Austriacă.
În Casa de Habsburg, începând aproximativ din secolul al XV-lea fiecare prinț, iar din secolul al XVIII-lea și fiecare prințesă până când se căsătorea, purta acest titlu încă de la naștere.
Titlul de Împărat al Austriei a fost creat pentru conducătorul monarhiei habsburgice în 1804, care se plasa astfel deasupra tuturor celorlalte titluri. În titlurile Habsburgilor (marele titlu al Împăratului Austriei, precum și în titlurile mijlocii și mici) titlul de arhiduce a avut o poziție proeminentă fiind așezat imediat după titlurile regale. Începând din 1804 modul de adresare către un arhiduce sau o arhiducesă (în afară de împărat și împărăteasă) era înălțime imperială. Deoarece din 1867 împăratul era desemnat constituțional ca împărat și rege, pentru a sublinia independența Regatului Ungariei, modul de adresare formală către un arhiduce era alteța imperială și regală.
Cele două părți ale ducatului istoric al Austriei (Austria de deasupra și de sub râul Enns) devenite arhiducate, au fost definite oficial ca arhiducate independente încă din timpul Mariei Tereza și definitiv în 1861, păstrând acest statut până în 1918. Celelalte teritorii ereditare și cele ale coroanei austriece, care nu erau regate, aveau rangul de ducate sau erau considerate conform dreptului constituțional ca parte a coroanei Boemiei sau Ungariei.
În Cehia și Slovacia de astăzi, nobilimea a fost desființată în decembrie 1918, în Austria titlul de Arhiduce, ca și celelalte titluri nobiliare, au fost desființate prin Legea pentru desființarea nobilimii din 3 aprilie 1919. În 1921 această prevedere a fost extinsă și în Burgenland atunci când acest land a fost alipit Republicii Austria.

## Drepturile și obligațiile deținătorilor de titluri
Pentru arhiducese și arhiduci, modul de adresare urma să fie Alteță Imperială în Imperiul Austriac începând cu 1804 aceștia fiind clasați ierarhic deasupra tuturor celorlalți nobili. Statutul familiei imperiale emis de împărat în 1839 impunea acestora ca încheierea căsătoriilor (doar potrivit statutului imperial), schimbările de reședință și călătoriile în străinătate să fie aprobate de împărat. Copiiilor care nu respectau statutul imperial li se retrăgea apartenența la casa imperială și trebuiau să renunțe la orice pretenție privind succesiunea la tron.
Fondul de asistență familială (în germană Fideicommissum), care era administrat sub supravegherea împăratului, servea pentru a asigura veniturile membrilor familiei care nu aveau venituri personale suficiente potrivite statutului lor. La 3 aprilie 1919 acest fond a fost confiscat de Republica Austria în temeiul Legii Habsburgilor. În aceeași zi cetățenilor austrieci li s-a interzis să folosească orice titlu aristocratic prin Legea pentru desființarea nobilimii.

## Alte utilizări ale titlului
Bourbonii, care domniseră în Spania după Războiul Succesiunii Spaniole, au continuat să folosească toate titlurile Habsburgilor, astfel încât și ei s-au autointitulat Arhiduci ai Austriei (în spaniolă: Archiduque de Austria). Conform constituției Spaniei, pot fi folosite și titlurile istorice ca și cele desființate, dar regele Juan Carlos I a renunțat la acest drept. Regele Filip al VI-lea poartă din nou toate titlurile.
Până în prezent, membrii familiei Habsburg-Lorena nu au nicio obiecție să fie denumiți „arhiduce” sau „arhiducesă”. Habsburgii cu cetățenie non-austriacă pot folosi oficial acest fost titlu în conformitate cu legile țării ai cărei cetățeni sunt, în timp ce cetățenii Republicii Austria începând din 1919 nu au voie să facă acest lucru conform prevederilor legale amintite anterior.
Fiilor și fiicelor din căsătorii pe care familia le considera morganatice sau nepotrivite statutului lor conform legilor în vigoare până în 1918, li s-a acordat adesea titlul de „conte” sau „contesă de Habsburg”. Arhiducii moștenitori ai tronului, fiii lui Franz Ferdinand, au purtat titlul de duci până în 1919 (primul născut - începând de la moartea mamei sale în 1914) respectiv Prințul Ernest de Hohenberg, de la data la care împăratul i-a acordat mamei sale titlul de ducesă de Hohenberg în 1909.

## Listă de arhiduci
- Carol al II-lea, Arhiduce al Austriei (3 iunie 1540 – 10 iulie 1590), conducător al Austriei Inferioare (Stiria, Carniola și Carinthia) din 1564.
- Ferdinand al II-lea, Arhiduce al Austriei (14 iunie 1529 – 24 ianuarie 1595) a fost conducător al Austriei.
- Albert al VII-lea, Arhiduce al Austriei (13 noiembrie 1559 – 13 iulie 1621) a fost, împreună cu soția sa Infanta Isabela a Spaniei (fiica regelui Filip al II-lea al Spaniei), co-suveran al Țărilor de Jos Spaniole între 1598 și 1621.
- Arhiducele Francisc Carol al Austriei (n. 7 decembrie 1802, Viena — d. 8 martie 1878, Viena)
- Arhiducele Franz Ferdinand al Austriei (n. 18 decembrie 1863 – d. 28 iunie 1914, Sarajevo)